# Revisio generum plantarum

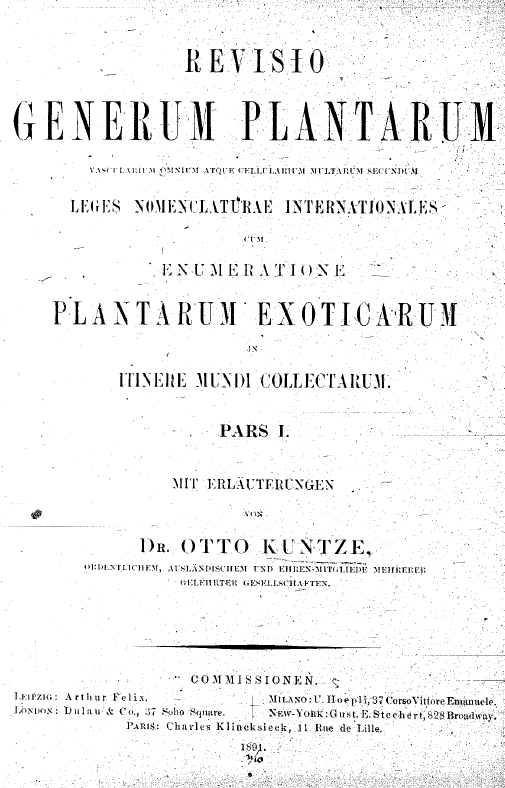
Strona tytułowa pierwszej części

Revisio generum plantarum (w piśmiennictwie naukowym cytowane jako Revis. gen. pl.) – traktat botaniczny niemieckiego botanika i mykologa Otto Kuntzego. Został opublikowany w trzech tomach; pierwsze dwa z nich ukazały się w 1891 r., a trzeci w dwóch częściach w 1893 i 1898 roku.
W pierwszych dwóch tomach Kuntze opisał całą swoją kolekcję okazów zebraną podczas podróży dookoła świata. Liczyła ona około 7700 okazów. Opisując kolekcję skorzystał jednak z okazji, aby przedstawić swoje nowatorskie podejście do nomenklatury roślin i grzybów, które wówczas zaliczane były do roślin. Zaprezentowana przez niego klasyfikacja była rewolucyjna, całkowicie zmieniająca nomenklaturę wielu taksonów roślin. Z tego powodu większość botaników odrzuciła lub celowo zignorowała jego pracę. W trzecim tomie Otto Kuntze odpowiedział na większość krytyki skierowanej przeciwko jego nowatorskiemu systemowi. System ten nie został jednak przyjęty, a Kuntze pozostawał w sporze ze społecznością botaniczną na ten temat do końca życia.